# 30.º Troféu HQ Mix
O 30º Troféu HQ Mix foi um evento organizado pela ACB e pelo IMAG com o propósito de premiar as melhores publicações brasileiras de quadrinhos de 2017 em diferentes categorias.
A premiação foi baseada em votação realizada entre desenhistas, roteiristas, professores, editores, pesquisadores e jornalistas ligado à área de quadrinhos no Brasil. O troféu (que homenageia um autor diferente a cada ano) trouxe pela primeira vez personagens de diferentes criadores: Mônica, de Mauricio de Sousa, e Menino Maluquinho, de Ziraldo. O design do troféu foi feito por Olintho Tahara e reproduzido por Michel Costa.
O processo de inscrição começou em dezembro de 2017 e terminou em 2 de março de 2018. Artistas, editores e autores puderam inscrever obras (além de eventos e exposições, que possuem categorias específicas) que foram lançadas durante 2017. A inscrição, realizada através do site oficial do prêmio, custava 15 reais por cada título, dando direito a inscrevê-lo em até duas categorias relacionada à obra e, sem custo adicional, inscrever seus autores (roteiristas, desenhistas, arte-finalistas e coloristas) nas categorias próprias. Além do pagamento, ainda havia a obrigatoriedade de enviar um arquivo PDF da obra, sendo que a categoria "melhor projeto editorial" também exigia o envio de um exemplar impresso para avaliação dos jurados.
Os indicados da primeira fase foram divulgados no dia 7 de agosto no site oficial do Troféu HQ Mix, tendo sido escolhidos pela comissão julgadora, composta por Audaci Junior, Benedito Nicolau, Carlos Neto, Daniela Rangel Baptista (coordenadora), Gabriela Franco, José Alberto Lovetro, Marcelo Naranjo, Michelle Ramos, Nobu Chinen, Paulo Floro e Silvio Alexandre. Até o ano anterior, eram 10 indicados por categoria. Em 2018, a maioria das categorias manteve esse padrão, sendo que em algumas houve uma quantidade maior de indicados, sendo a recordista de indicações a categoria "editora do ano", com 13 finalistas. A votação da segunda fase (pela internet, com a participação dos profissionais da área) ocorreu de 7 a 14 de agosto. A comissão julgadora também foi responsável pela escolha dos vencedores das categorias sem votação aberta, com exceção das categorias acadêmicas, que possuem comissão própria, formada pelos professores doutores Sonia M. Bibe Luyten (presidente da Comissão de Teses do Troféu HQ Mix), Waldomiro Vergueiro, Nobu Chinen e Carlos Alberto Machado.
A cerimônia de entrega de troféus foi realizado no dia 16 de setembro de 2018 na Comedoria do SESC Pompeia, em São Paulo, com apresentação de Serginho Groisman e participação do DJ MZK.

## Prêmios
| Categoria                              | Vencedor(es) | Outros indicados |
| -------------------------------------- | --- | --- |
| Adaptação para os quadrinhos           | Moby Dick Christophe Chabouté / editora Pipoca & Nanquim                                                                     | - A Noiva - Anne Frank - Caligari - Como Falar com Garotas em Festas - O Diário de Anne Frank em Quadrinhos - O Museu dos Horrores - Uma Estrela na Escuridão - Your Name - Zeppelin |
| Arte-finalista nacional                | Lu Cafaggi e Vitor Cafaggi                                                                                                   | - Adriano Di Benedetto - Aline Zouvi - André Vazzios - Artur Fujita - Gustavo Ravaglio, Her Ming Hsu Yen e Magnon Almeida - Orlandeli - Ricardo Antunes - Thiago Souto - Will |
| Colorista nacional                     | Cris Peter | - Bianca Pinheiro - Gustavo Ravaglio e Her Ming Hsu Yen - Hiro Kawahara - Lu Cafaggi e Vitor Cafaggi - Luiza Mcallister - Orlandeli - Santtos - Thiago Souto - Will |
| Desenhista nacional                    | Marcelo D'Salete | - André Toral - Bianca Pinheiro - Fábio Moon e Gabriel Bá - Lu Cafaggi e Vitor Cafaggi - Luciano Salles - Orlandeli - Pedro Mauro - Rafael Coutinho - Ricardo Antunes - Thiago Souto - Wagner Willian |
| Destaque Internacional                 | Marcelo D'Salete | Eleito pela comissão e pelo júri especial |
| Dissertação de Mestrado                | O Processo de Legitimação Cultural das Histórias em Quadrinhos Beatriz Sequeira de Carvalho / Universidade de São Paulo      | Eleito pela comissão e pelo júri especial |
| Edição especial estrangeira            | Moby Dick Christophe Chabouté / editora Pipoca & Nanquim                                                                     | - A Diferença Invisível - A Vida Secreta de Londres - Aqui - Billie Holiday - Black Hole - Condado de Essex - Não Era Você que eu Esperava - O Homem que Passeia - Paciência - The Ghost in the Shell 2.0 - Um Pequeno Assassinato |
| Edição especial nacional               | Angola Janga Marcelo D'Salete / editora Veneta                                                                               | - A Infância do Brasil - Labirinto - Mensur - A Herança Becker - Dias de Horror: Chiaroscuro Studios Yearbook 2017 - Cão - Holandeses - Matei meu Pai e Foi Estranho - O Maestro, o Cuco e a Lenda - O Sinal - Semilunar |
| Editora do ano                         | Pipoca & Nanquim | - DarkSide - Draco - Jambô - JBC - Marsupial Editora / Jupati Books - Mino - Nemo - Panini - Quadrinhos na Cia - Sesi-SP Editora - Todavia - Veneta |
| Evento                                 | Comic Con Experience São Paulo                                                                                               | - 33º Troféu Angelo Agostini - Biblioteca Pública Municipal Professor Ernesto Manoel Zink - Feira Miolo(S) - Feirão Das HQ’S - Juntageek 2017 - Quadrinhos Intuados - 3º Encontro Regional Sobre Histórias em Quadrinhos - Santos Comic Expo 2017 - Ugra Fest 2017 - Virada Nerd e o Dia do Quadrinho Grátis 2017 |
| Exposição                              | A Era Heroica: o Universo DC Comics por Ivan Reis Biblioteca Latino-Americana Victor Civita                                  | - 1ª Expoarte Feirão das HQ’S - Historieta Histórica Argentina-Brasil - 33º Troféu Angelo Agostini - Traços Curitibanos 2 |
| Grande contribuição                    | Prêmio Jabuti - Histórias em Quadrinhos                                                                                      | Eleito pela comissão e pelo júri especial |
| Grande homenagem                       | Douglas Quinta Reis | Eleito pela comissão e pelo júri especial |
| Grande homenagem                       | Sonia Luyten | Eleito pela comissão e pelo júri especial |
| Grande mestre                          | Daniel Azulay | Eleito pela comissão e pelo júri especial |
| Livro teórico                          | Desaplanar Nick Sousanis / editora Veneta                                                                                    | - A História dos Quadrinhos e da Gibiteca de Curitiba - As HQs dos Trapalhões - As Linguagens dos Quadrinhos - Mangás, Animes e a Psicologia - Mulheres em Traços: a Percepção do Sensível Presente na Exposição Batom, Lápis & TPM. - Panorama das Histórias em Quadrinhos - Quadrinhos Através da História: as Eras dos Super-Heróis - Tiras no Ensino - Um Incêndio na Lógica: 25 anos do Salão Universitário de Humor da Unimep |
| Novo talento (desenhista)              | Bruno Seelig | - Aline Zouvi - Bruno Soares - Catharina Baltar - Deborah Salles - Flávio Capi - Gabriel Jardim - Pedro Vó - Rapha Pinheiro - Samuel Sajo |
| Novo talento (roteirista)              | Carol Pimentel | - Allan Albuquerque - Felipe Folgosi - Felipe Parucci - Gabriel Jardim - Gustavo Ravaglio - Léo Lins - Lica de Souza - Nick Farewell - Rapha Pinheiro |
| Produção para outras linguagens        | Traço Livre: o Quadrinho Independente no Brasil (documentário)                                                               | - A Macabra Biblioteca do Dr. Lucchetti (teatro) - Fliperama Mundo Cão (ópera rock multimídia) |
| Projeto editorial                      | Os Mundos de Jack Kirby: um tributo ao rei dos quadrinhos vários autores / Guia dos Quadrinhos                               | Eleito pela comissão e pelo júri especial |
| Publicação de aventura/terror/fantasia | Meu Amigo Dahmer Derf Backderf / editora Darkside                                                                            | - Black Hole - Alena - Blacksad Vol. 2: Arctic Nation - Demônios da Goetia em Quadrinhos - Alive - Beasts of Burden: Rituais Animais - Graphic MSP vol.17 - Turma da Mônica: Lembranças - Locke & Key - O Maestro, o Cuco e a Lenda - Battle Angel Alita - Creepshow |
| Publicação de clássico                 | Akira Katsuhiro Otomo / editora JBC                                                                                          | - Barbarella e as Cóleras do Come-Minutos - Cannon - Elektra Vive - Espadas e Bruxas - Ghost World: Edição Especial 20 Anos - Lobo Solitário - Monsieur Jabot - O Homem que Passeia - O que Havia na Caixa de Sam Dora? E Outras Histórias |
| Publicação de humor                    | Marcatti 40 vários autores / editora Ugra Press                                                                              | - Bar - Coelho Nero: Reclame Aqui - Estudante de Medicina - Hell No! Meu pai é o diabo - Já Era - Linha do Trem: The Best Of - Mad Alopra os Heróis - POV: Point of View - Verões Felizes Vol. 2: A Calanque |
| Publicação de tira                     | Linha do Trem: The Best Of Raphael Salimena / editora Draco                                                                  | - Anésia - As Histórias Mais Sem Graça do Mundo: o Título Já Diz Tudo - As Traumáticas Aventuras do Filho do Freud: Por Que Tudo É Sexual? - Coelho Nero: Reclame Aqui - Corenstein: o que Eu Tô Fazendo com a Minha Vida?! - Jovem Adulto - Razão vs Emoção - Rindo, mas Não Deveria - Ryotiras: Um Pouco de Cada |
| Publicação em minissérie               | Xampu Roger Cruz / editora Panini                                                                                            | - Samurai 7: Akira Kurosawa - Your Name |
| Publicação independente de autor       | Alho-Poró Bianca Pinheiro | - Blackout - Boxe - Eudaimonia - Gatilho - Lacrimosa - O Monstro: a Casa no Fim da Rua - Reparos - Síncope - Zeppelin |
| Publicação independente de grupo       | Orixás: em Guerra vários autores                                                                                             | - Bilhetes - A Samurai: Primeira Batalha - Amor em Quadrinhos - As Crônicas de The Few and Cursed: vol. 1 - Bichos - Coletivo Estação 9 Revistas Linha Alternativa 1, 2 e 3 - Fanzine Tchê 30 anos - Os Arquivos dos Casos de Demetrius Dante vol.2 - Selva: a Gazeta Gráfica nº 2 |
| Publicação independente edição única   | Alho-Poró Bianca Pinheiro | - A Rainha Pirata - Alex Green - Bom Demais: uma Sincera História de Ficção vs Realidade - Boxe - Eudaimonia - Pile Up - Pulsar Edição Definitiva - Reparos - Tita |
| Publicação infantil                    | Combo Rangers: Somos Iguais Fábio Yabu e Michel Borges / editora JBC                                                         | - A Abadia Misteriosa - De Volta a Solemnia - Livro do Samuca - O Fantástico Alfabeto Lovecraft - Os Sábados São Como um Grande Balão Vermelho - Quem Vai Parar Cyanure? - Sobrenatural Social Clube 3 - Turma da Mônica: Super Almanaque #2 - Z de Zorglub |
| Publicação juvenil                     | Chico Bento: Arvorada Orlandeli / editora Panini                                                                             | - Até o Fim - Beasts of Burden: Rituais Animais - Blacksad vol. 1: Algum Lugar em Meio às Sombras - Escolhas - Graphic MSP vol.17 - Turma da Mônica: Lembranças - Hilda e o Troll - O Monstro: a Casa no Fim da Rua - Paper Girls - Verões Felizes Vol. 2: a Calanque |
| Publicação mix                         | Baiacu Angeli e Laerte (organizadores) / editora Todavia                                                                     | - A Vida Aecreta de Londres - Demônios da Goetia em Quadrinhos - Despacho - Revista Action Hiken: Edição #24 - Selva: a Gazeta Gráfica Nº 2 - Série Postal: Ano Um - Space Opera em Quadrinhos |
| Publicação mix                         | Marcatti 40 vários autores / editora Ugra Press                                                                              | - A Vida Aecreta de Londres - Demônios da Goetia em Quadrinhos - Despacho - Revista Action Hiken: Edição #24 - Selva: a Gazeta Gráfica Nº 2 - Série Postal: Ano Um - Space Opera em Quadrinhos |
| Roteirista nacional                    | Marcelo D'Salete | - Alexandre S. Lourenço - André Diniz - André Toral - Bianca Pinheiro - José Aguiar - Lu Cafaggi e Vitor Cafaggi - Magno Costa - Rafael Coutinho - Wagner Willian |
| Tese de Doutorado                      | Tecnologia e Cultura nos Quadrinhos Independentes Brasileiros Líber Eugenio Paz / Universidade Tecnológica Federal do Paraná | Eleito pela comissão e pelo júri especial |
| Trabalho de conclusão de curso         | Naruna: uma História Sobre Esculpir Travessias Mayara Lista Alcantara / Universidade Federal do Rio de Janeiro               | Eleito pela comissão e pelo júri especial |
| Web quadrinhos                         | Hell No! Meu pai é o diabo Leo Finocchi                                                                                      | - Bendita Cura (tapas.io/series/bendita-cura) - Depósito do Wes (depositodowes.com) - Entrequadros HQ (entrequadros.wordpress.com) - Enxerto (facebook.com/passarinhamatreira) - Hooligan (www.instintomangaka.com/series/hooligan) - Lebre e Coelho (tapas.io/series/Lebre-e-Coelho) - Nocturne (pt-br.nocturnecomic.com) - Terapia (petisco.org/terapia) - Valkíria: Guerra Fria (petisco2.org/valkiria)                          |
| Web tiras                              | Will Tirando Will Leite | - A Vida com Logan (www.avidacomlogan.com.br) - Blue e os Gatos (blueeosgatos.com.br) - Coelho Nero (coelhonero.blogspot.com) - Depósito do Wes (depositodowes.com) - Medo do Escuro (www.medodoescuro.com.br) - Mentirinhas (mentirinhas.com.br) - POV: Point of View (ladyscomics.com.br/point-of-view) - Razão vs Emoção (www.facebook.com/objetosinanimadoscartoon) - Samueldegois (www.facebook.com/samueldegois)              |